# Morrilton
Morrilton è una località degli Stati Uniti d'America, capoluogo della contea di Conway, nello Stato dell'Arkansas.